# 判型
判型（はんがた、はんけい、判形とも表記）とは、書籍・雑誌・新聞・印刷物の仕上がりサイズを指し、厚みを除く短辺・長辺の寸法で規定される。一般的なB判は日本工業規格、A判は国際規格で、共に短辺:長辺が1:√2（≒1.414）となる白銀比で構成され、判型数が一つ上がるごとにその下の判型の紙を半分に裁断したものになる。例えば、B1判は728×1030で、B2判は515×728、A3判は297×420で、A4判は210×297となる。
同じ判型でも「105×148mm」「A6判」「文庫判」といった別称があり、後者になるほど類似物を含む広い意味で使われる。たとえば、「B6判」に四六判も含める場合もある（『出版年鑑』など）。

## 寸法
注：断りが無い限り、寸法の単位はmm、表記は短辺×長辺とする

### A判
- A0判 - 841×1189　※ポスターなど
- A1判 - 594×841　※ポスターなど
- A2判 - 420×594　※ポスターなど
- A3判 - 297×420　※ポスターなど
- A4判 - 210×297　※写真集・美術全集など
- A5判 - 148×210　※文芸誌・教科書
- A6判 - 105×148　※文庫

### B判
- B0判 - 1030×1456　※ポスターなど
- B1判 - 728×1030　※ポスターなど
- B2判 - 515×728　※ポスターなど
- B3判 - 364×515　※中吊り広告など
- B4判 - 257×364　※画集、グラフ誌など
- B5判 - 182×257　※週刊誌
- B6判 - 128×182　※単行本
- 小B6判 - 112×174　※少年・少女誌の漫画単行本

### その他
- 菊倍判 - 218×304、227×304
- マガジンサイズ - 232×297　※「A4変形」とも　※女性誌、デザイン誌等
- 国際判 - 215.9×279.4（81/2×11インチ）　※「A4変形」とも
- AB判 - 210×257　※A5判長辺とB5判長辺から
- 重箱版 - 182×206　※絵本
- 菊判 - 152×218、152×227　※学術書等の単行本
- 四六判 - 127×188　※文芸書等の単行本
- B40判 - 103×182　※新書判。105×173の場合も
- ポケット・ブック版 - 106×184　※ハヤカワ・ポケット・ミステリで使われている
- 三五判 - 84×148　※三寸・五寸の略
- 八折り判
- HL判

### 新聞
- 国際的な判型
  - ブロードシート判 - 375×600
  - ノルディッシュ判 - 400×570

国際的な新聞判型の比較

  - レニッシュ判 - 350×510、350×520、360×530
  - スイス判（NZZ判） - 320×475
  - ベルリナー判 - 315×470
  - タブロイド・エクストラ判 - 305×455（12×18インチ）
  - ハーフ・スイス判 - 240×330（91/2×13インチ）
  - ハーフ・ベルリナー判 - 230〜240×310〜320（9〜91/4×121/4〜121/2インチ）
  - ハーフレニッシュ判 - 255〜265×365〜370（10〜101/2×141/2インチ）、260×325（101/4×123/4インチ）
  - ハーフ・ブロードシート判 - 300×375（12×143/4インチ）
  - タブロイド判（ハーフ・ブロードシート判、ノルディック・ハーフ判） - 小判：235×315（91/4×121/2インチ）、大判：285×400（111/4×153/4インチ）　※日本国内判（273×406）はサイズが異なる。
- 日本固有の判型
  - ブランケット判 - 406×545
  - タブロイド判 - 273×406
  - 菊判 - 469×636（菊半裁）、318×469（菊四裁）

このほかオフセット枚葉機による印刷を行っている中・小規模地域紙では、ブランケット判代用としてJIS B3判（364×515）を、タブロイド判代用としてJIS B4判（257×364）を用いる例が見られる。